# St. Matthias (Nieder-Roden)

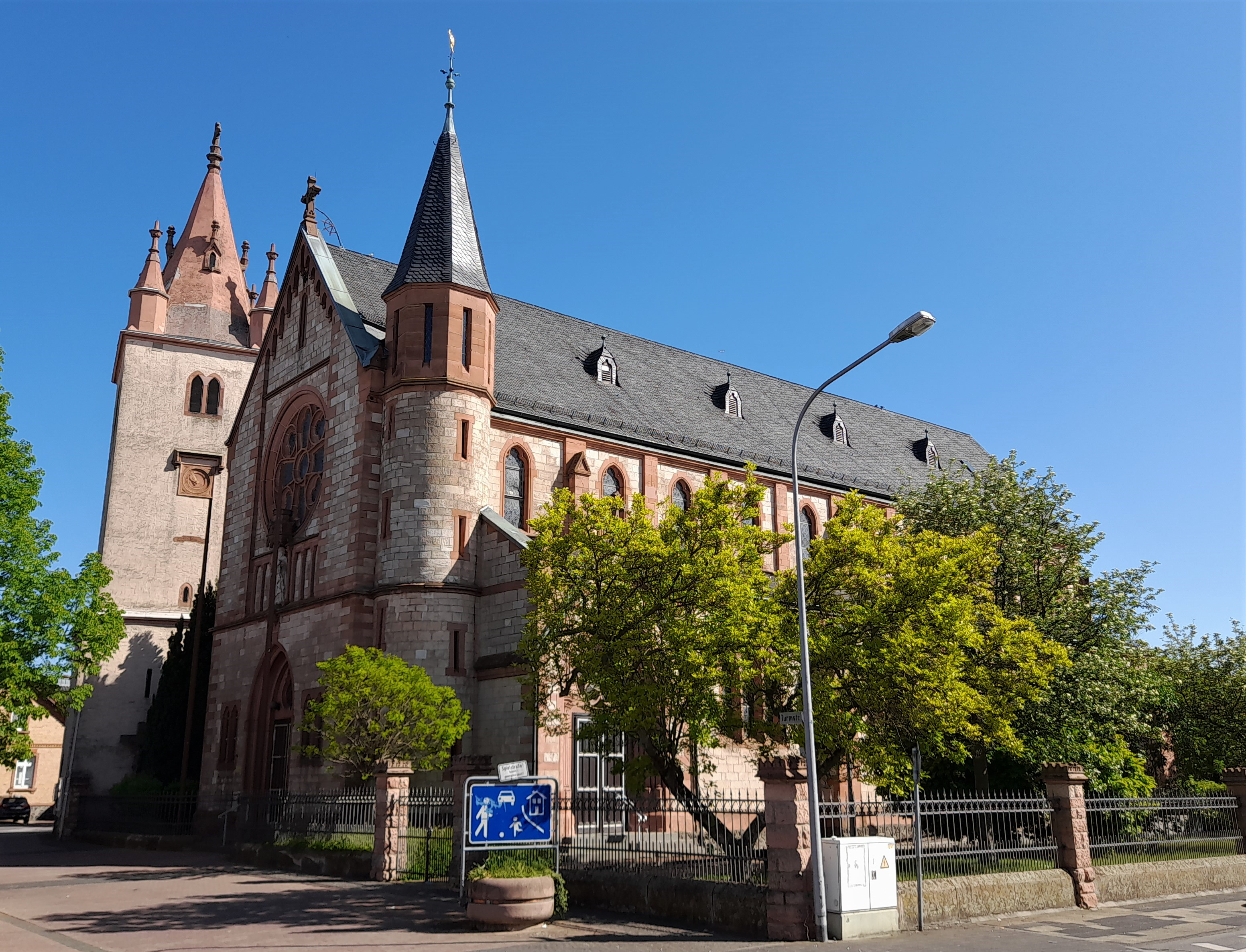
Die Kath. Pfarrkirche St. Matthias in Rodgau-Nieder-Roden 2022

Die katholische Pfarrkirche St. Matthias Nieder-Roden ist ein neugotisches Kirchengebäude in Rodgau-Nieder-Roden, das zum Pastoralraum Rodgau-Rödermark der Region Mainlinie im Bistum Mainz gehört und unter dem Patrozinium des heiligen Matthias steht. Die romantische Schlimbach-Orgel der Pfarrkirche ist heute eine seltene Kostbarkeit, eine musikhistorische Rarität.

## Geschichte

### Alte Kirche aus dem Mittelalter
Die erste Erwähnung von Nieder-Rodens Pfarrkirche findet sich im Eintrag zur Kirchweihe vom 15. August 1298 durch Erzbischof Gerhard II. von Eppstein. Im Kirchbau von 1298 war auch der alte Wehrturm als Kirchturm mit einbezogen. Er beherrscht bis heute das Ortsbild von Nieder-Roden und steht unter Denkmalschutz. Nieder-Rodens Pfarrkirche war über viele Jahrhunderte die einzige im gesamten Erzbistum (bzw. späteren Bistum) Mainz, mit einem Matthiaspatrozinum. Man geht davon aus, dass es vor 1298 in Nieder-Roden auch schon eine Kirche gegeben haben muss. Und weil die Überführung und „Auffindung“ der Reliquien des heiligen Apostels Matthias für 1050 (bzw. zum zweiten Male im Jahre 1127) in Trier belegt sind, andererseits aber feststeht, dass Nieder-Roden nachweislich schon 786 oder 791 existierte, und es nicht vorstellbar ist, dass der Ort runde 350 Jahre ohne Kirche gewesen sein soll, ist sehr wahrscheinlich, dass Nieder-Rodens erster Kirchenbau einen anderen Schutzpatron hatte.

Die alte Kirche aus dem Mittelalter kurz vor dem Abriss Anfang 1894

Das alte Kirchengebäude soll aus der Zeit um 1500 gestammt haben und auf den Grundmauern eines weit älteren Baus errichtet worden sein. Die Beschläge am Haupteingang und die Chorfenster, so wird berichtet, hätten darauf hingedeutet. Auf einem in der Sakristei eingemauerten Stein konnte man deutlich die Jahreszahl 1542 lesen. In dem Jahr soll die Kirche eine Vergrößerung erfahren haben. Die ursprünglichen Mauern wurden erhöht, der Chor umgebaut und das Ganze mit einem hohen Giebeldach gedeckt. In das Mauerwerk der Außenmauern der Kirche brach man später je nach Bedarf planlos und ohne System rechteckige oder ovale Fensterlöcher hinein.
1866 wurde der alte Wehrturm renoviert und sein ehemals flaches Dach mit der Spitze und den vier Ecktürmchen versehen.
Im Zuge der Wiederentdeckung des Mittelalters durch die deutsche Romantik kamen im Kirchenbau neuromanische, vor allem aber neugotische Formen in Mode. Man wurde fähig, einen Neubau historisch getreu und täuschend echt zu errichten. Pfarrer Heinrich Nolda (1888–1908) setzte sich vom Beginn seiner Amtszeit stark für einen Kirchenneubau ein, dieser war bedingt durch notwendig gewordene umfangreiche Restaurierungsmaßnahmen an und in der inzwischen viel zu kleinen Kirche.
Anfang 1894 kam es zum bereits lange geplanten Abbruch des alten Kirchengebäudes („Stall von Bethlehem“, wie es zur damaligen Zeit im Volksmund genannt wurde). Kurz zuvor hatte Pfarrer Nolda veranlasst, dass es fotografisch aufgenommen wurde, um es so dokumentarisch der Nachwelt zu erhalten. Von den erhaltenswert eingestuften Bauteilen der alten Kirche konnte man später nur noch das ziemlich gut erhaltene Maßwerk eines Chorfensters, die Bekrönung eines Sakramentshäuschens und einen Stein mit der eingemeißelten Jahreszahl 1542 in den Kirchenneubau einfügen.

### Neugotischer Kirchenbau

Röders Grundrisszeichnung der neugotischen Pfarrkirche, 1901

Die Pfarrkirche St. Matthias mit der ursprünglichen, neugotischen Innenausstattung, um 1965

Deutlich geprägt von der Industriellen Revolution des 19. Jahrhunderts und ihren zahlreichen neuen bautechnischen und handwerklichen Möglichkeiten entstand ab September 1894 in der stark anwachsenden Pfarrgemeinde nach Plänen des Frankfurter Architekten Joseph Röder unter der Bauleitung des aus Dieburg stammenden Jakob Frank, an der Südostecke des nun frei stehenden alten Wehrturms angesetzt, ein modernes, neugotisches Gotteshaus in kürzester Zeit und stilistisch aus einem Guss. Entsprechend wurde auch das Kircheninnere mit neogotischer Bemalung ausgestattet. Aus der alten Kirche blieben nur das Marienretabel und der Taufstein bestehen. Während der Taufstein in der Taufkapelle neben dem Haupteingang Aufstellung fand, diente das Marienretabel von nun an als Nebenaltar (Marienaltar) im nördlichen Seitenschiff.
Die Orgel der alten Kirche war für die neue Kirche viel zu klein. Man überließ sie der Diaspora-Gemeinde Babenhausen und begnügte sich in der Kirche mit einem alten Harmonium. Im Chor wurde ein neuer, dem Herz Jesu geweihter Hochaltar aufgestellt, den die Firma Georg Busch in Steinheim geschaffen hatte, und im südlichen Seitenschiff gab es einen zweiten Nebenaltar (Josefsaltar), der der Heiligen Familie geweiht wurde.
Die Kirchweihe erfolgte am 27. September 1896 durch den Mainzer Bischof Paul Leopold Haffner im Rahmen seiner Firmrundreise. Er stellte die Pfarrkirche wieder unter das Patrozinium des heiligen Apostels Matthias. Am darauf folgenden Tag erteilte der Bischof in der neuen Kirche den Jugendlichen das Sakrament der Firmung. Der deutsche Text der von Bischof Haffner in lateinischer Sprache verfassten Kirchweiheurkunde lautet:
„Im Jahre des Herrn 1896, am 27. Tag des Monats September, habe ich Paul Leopold, Bischof des Heiligen Stuhls zu Mainz, diese Kirche zu Ehren des allmächtigen Gottes, der seligen immerwährenden Jungfrau Maria und aller Heiligen und zum Gedächtnis des Heiligen Apostels Matthias geweiht, und ich habe den Hochaltar dieser Kirche geweiht auf den Namen und zum Gedächtnis des Heiligsten Herzen Jesu, wobei in den Altar eingeschlossen wurden die Reliquien der heiligen Märtyrer Creszenz, Fulgentius und Optala. Weiter habe ich den Altar auf der Evangelienseite zu Ehren der seligen Jungfrau Maria und den Altar auf der Epistelseite zu Ehren der Heiligen Familie geweiht und Reliquien der gleichen Märtyrer eingeschlossen. Den einzelnen Christgläubigen habe ich von heute an für ein Jahr und denjenigen, die zum Jahrestag der Konsekration die Kirche besuchen, für 40 Tage ein Ablass in der üblichen kirchlichen Form zugestanden. Nieder-Roden am Tag der Weihe des oben bezeichneten Gotteshauses + Paul Leopold.“
Die Matthias-Statue mit Buch und Beil über dem Hauptportal der Kirche wurde am 24. Februar 1897, dem Festtag des Kirchenpatrons, angebracht. Am gleichen Tag übertrug man in einer feierlichen Prozession eine „in zierliche gotische Reliquienmonstranz eingefasste Reliquie des Heiligen“, um deren Überlassung Pfarrer Nolda den Trierer Bischof Michael Felix Korum gebeten hatte, in die Pfarrkirche.
Am 20. November 1908 verstarb Pfarrer Nolda. Drei Tage später wurde er von seiner Gemeinde in der von ihm in Auftrag gegebenen Pfarrkirche in einer Gruft vor dem südlichen Seitenaltar zur letzten Ruhe gebettet. Er war viele Monate in den katholischen Pfarreien Hessens von Haus zu Haus gegangen um die Mittel für den Kirchenbau buchstäblich zusammenzubetteln. Mehr als einmal brachte er seine privaten Ersparnisse in die von ihm geplanten Vorhaben ein und hinterließ er bei seinem Tode eine neu erbaute schuldenfreie Kirche.

Die Pfarrkirche St. Matthias nach der durchgreifenden Renovierung 1968

Das Zweite Vatikanische Konzil, das von Papst Johannes XXIII. einberufen worden war, hatte in seiner zweiten Sitzungsperiode 1964 eine Liturgiereform beschlossen. Um eine bessere Mitfeier zu ermöglichen, sah man unter anderem vor, dass der Hauptaltar als Volksaltar künftig „freistehend“ zu errichten ist, und zwar mit zwei ausdrücklich genannten Zielen: damit der Priester ihn leicht umschreiten und außerdem an ihm zum Volke hin zelebrieren kann. In jedem Fall sollte der Altar, zugleich Zeichen des Ecksteins Christus, die „Mitte sein, auf die sich die Blicke der Versammlung richten“. In der Pfarrkirche St. Matthias begnügte man sich während der ersten drei Jahre damit, dass man im Chor provisorisch einen hölzernen Altartisch als Volksaltar aufbaute, an dem der Pfarrer nunmehr die Messe las, ansonsten aber noch keine weiteren Umbaumaßnahmen durchführte.
Ab März 1968 wurde, bedingt durch notwendig gewordene Instandsetzungsarbeiten und abwertende Urteile gegenüber dem neugotischen Baustil der Kirche, nach Plänen des Lämmerspieler Architekten Albert Günther innerhalb weniger Monate die ursprüngliche Ausstattung der Kirche entfernt und die Kirche instand gesetzt und durchgreifend renoviert. Erste Maßnahme war die Entfernung der Kanzel mit der Begründung, „weil sie so viel Sicht versperrt“. Zusammen mit der Kanzel verschwand auch ein Engel, der 1897 feierlich eingeweiht und als Schutzengel der Gemeinde auf dem Deckel der Kanzel aufgestellt worden war. An die viel zu kleine Sakristei baute man nach Osten einen weiteren Raum an und installierte im Kellergeschoss der Sakristei eine Heizungsanlage, wofür im Inneren des Kirchenraumes erhebliche Umbaumaßnahmen durchgeführt werden mussten, da das gesamte Leitungssystem der Heizung unter dem Fußboden des Kirchenschiffs verlegt werden musste. Um den neuen Volksaltar aus massivem Jura-Marmor im Bereich des Chors frei aufstellen zu können, verlängerte man den Chor über den Chorbogen hinaus um zwei Meter in das Kirchenschiff hinein, nachdem zuvor die dort stehende Kommunionbank entfernt worden war. Der wertvolle neugotische Hochaltar aus dem Jahre 1896 wurde abgerissen und an seiner Stelle das bisher im nördlichen Seitenschiff untergebrachte spätgotische Marienretabel (Marienaltar) an die Rückwand des Chorraums versetzt, dessen Mensa (Altartisch) man aus dem abgetragenen Hochaltar gearbeitet hatte. Entfernt wurde auch der bisher im südlichen Seitenschiff stehende und der Heiligen Familie geweihte Josefsaltar, an dessen Stelle ein neuer Sakramentsaltar gesetzt wurde. Neben den genannten Arbeiten gab es in der Kirche neue Bodenbeläge, eine Erneuerung aller Innen- und Außentüren sowie des Kirchengestühls und der beiden Beichtstühle. Alle Kirchenfenster wurden gereinigt, ausgebessert und neu in Blei gefasst, und in beiden Sakristeien gab es moderne Einbauschränke. In der Kirche installierte man in die runden Schlusssteine der Kreuzgewölbe eine Beleuchtungsanlage.
Die ehemalige dekorative Ausmalung der Kirche verschwand, die Wände wurden mit einem eintönigen, der neugotischen Struktur zuwiderlaufenden hellen Anstrich versehen. Eine ganze Reihe von Ausstattungsgegenständen, wie der ehemalige Hochaltar, die Kanzel, die Lourdesgrotte, die Beichtstühle und besonders das einwandfreie Kirchengestühl wurden zerstört. Einigen Einwohnern, die beim seinerzeitigen Ausräumen der Kirche Zeuge waren, gelang es noch, die Tafeln des Hochaltars, Teile der Kanzel und mehrere Kirchenbänke vor der Vernichtungsaktion zu bewahren und in ihren Häusern in Sicherheit zu bringen. Bei einer Besichtigung der geretteten Teile war es leicht festzustellen, dass die damals entschuldigend vorgebrachte Begründung, die entfernten Gegenstände seien weitgehend verwurmt gewesen, nur eine Ausrede darstellte.
Anfang der 1980er Jahre entdeckten Kinder der Pfarrgemeinde auf dem Kirchengelände einen quadratischen Stein des alten Hochaltars mit Lamm-Gottes-Darstelllung. Auf Initiative von Pfarrers Helmut Grittner (1981–1998 Pfarrer von St. Matthias) wurde daraus und unter Verwendung der Altarplatte des alten Hochaltars, deren Fragmente damals den Unterbau des Marienretabel bildeten, ein neuer Volksaltar errichtet. Der Altar aus Jura-Marmor wurde dabei im Austausch zum Unterbau des Marienretabels, das dabei im Chorraum höher zu stehen kam.
Am 20. November 1984 wurde durch unbekannte Brandstifter in der Pfarrkirche Feuer gelegt. Diesem fielen zwar keine Einrichtungsgegenstände zum Opfer, aber die ganze Kirche wurde mit einer dicken Rußschicht überzogen. Eine Besichtigung ergab, dass der verursachte Schaden nur im Rahmen einer umfassenden Gesamtrenovierung behoben werden konnte, wobei man daran dachte, in diesem Zusammenhang auch alle vorhandenen Altschäden mit zu beseitigen. Im Sommer 1985 kam es zur Renovierung und Beseitigung der Schäden. Viele Teile des Mauerwerkes wurden restauriert. Das gesamte Kirchendach wurde neu gedeckt, der brüchig gewordene Sandstein saniert und die Fenstervergitterungen überholt. Alle Wände und Decken erhielten einen neuen Anstrich und die gesamte Innenausstattung wurde restauriert. Mit der Renovierung wurde sichergestellt, dass die historischen Teile des Kirchengebäudes mit dem gotischen Wehrturm und dem spätgotischen Marienretabel erhalten bleiben. In einem Gespräch mit dem Baudirektor der Mainzer Diözese setzte sich der Pfarrgemeinderat dafür ein, wiederum die ornamentale Ausmalung zu erreichen, die die Kirche vor der 1968 vorgenommenen Renovierung besessen hatte. Schon bald musste man sich allerdings eingestehen, dass dafür die finanziellen Mittel der Gemeinde nicht ausreichten, so dass man sich dahingehend einigte, wenigstens die Wände des Chors und der Seitenaltäre ornamental auszumalen und das Hauptschiff sowie die beiden Seitenschiffe einfacher zu gestalten. Es gab jetzt einen Neuanstrich in einer getönten und warmen Farbgebung, im Einklang mit den farblich besonders hervorgehobenen Säulen und Gewölbebogen. Im November 1985 waren alle Arbeiten abgeschlossen. 1988 wurde der alte Wehrturm saniert.
Während der 1990er Jahre wurden Zerstörungen und Schändungen an der Pfarrkirche erneut zum Problem. So häuften sich seit Anfang 1994 die Zerstörungen, im Juli wurden ein großes Kirchenfenster teilweise eingeschlagen, das Marienretabel und das Taufbecken besudelt, verschmutzt und bespuckt, eine Christusfigur von der Wand montiert und ein Buch, in das Gläubige ihre Bitten, Hoffnungen oder Dankesworte an Gott eintragen, teilweise zerrissen und mit obszönen Sprüchen bedacht. Zu einem weiteren Zwischenfall kam es im April 1995, als Unbekannte zwei Tage vor dem Weißen Sonntag die Kirchenfassade mit Satanssymbolen und Hakenkreuzen besprühten. Im Jahre 1996 gab es anlässlich des 100-jährigen Geburtstages der neu erbauten St. Matthiaskirche und des 650. Jahrestages der Selbständigkeit ihrer Pfarrgemeinde unter der Leitung von Pfarrer Helmut Grittner große Feierlichkeiten, bei denen auch Helmut Simons Pfarrchronik Chronik der Pfarrgemeinde St. Matthias Nieder-Roden. vorgestellt wurde.

## Architektur

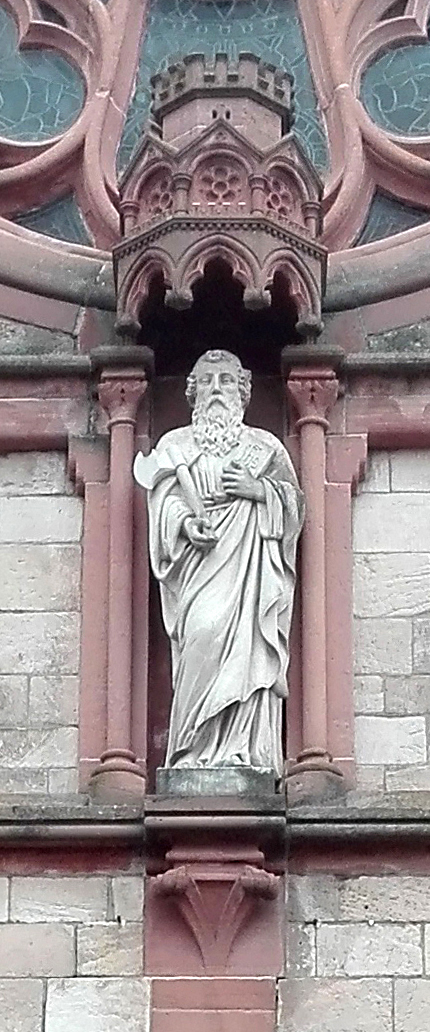
Der Schutzpatron St. Matthias über dem Hauptportal der Pfarrkirche (Matthiasstatue aus dem Jahre 1897)

In Gestaltung und Konzeption weist das Bauwerk starke Ähnlichkeiten zu den katholischen Pfarrkirchen St. Nazarius (Ober-Roden) und St. Pankratius (Offenbach-Bürgel) auf, die ebenfalls nach Plänen des Architekten Joseph Röder im neugotischen Baustil errichtet wurden. Alle drei Kirchen scheinen auf den ersten Blick den gotischen Vorbildern aus dem Mittelalter ähnlich. Bei näherem Hinsehen jedoch fällt auf, dass sie keine Kirchen aus dem Mittelalter sein können. So sind zum Beispiel die gemeißelten Grate des Maßwerks oder des Kapitellschmucks zu scharf, um echt gotisch zu wirken. Bei der Innenausstattung erscheint das Gold am Hochaltar, den Heiligenfiguren und ihren Konsolen auch viel glänzender und üppiger aufgetragen als in einer gotischen Kirche des Mittelalters.
Äußerliche Merkmale der Pfarrkirche sind der basilikale Grundriss mit drei Kirchenschiffen und Fensterreihen (Obergaden) über den zwei Seitenschiffen, der hoch aufragende, helle Chor mit großen Fenstern, die Rosetten über den Portalen und eine Fülle an Maßwerk und Wimpergen. Ausgelegt ist das Mittelschiff auf eine Länge von 39 Meter, auf eine Breite von 18,75 Meter und eine Höhe von 17,5 Meter. Der Chor hat eine Tiefe von 6 Meter, eine Breite von 8,5 Meter und eine Höhe von 12,5 Meter, während die beiden Seitenschiffe je 4,5 Meter breit und 28 Meter lang sind. Als Baumaterial dienen Bruchsteine, die in der Außenfassade hammergerecht zu bearbeiten und zu verfugen waren. Im Innenbereich sind die aufgemauerten Wandflächen verputzt. Alle tragenden Teile, wie die Pfeiler im Innenraum, die Gewölbe- und Fensterbogen, die Gesimse und die Trage- und Mauerpfeiler sind aus massivem Sandstein. Die Anzahl der Mauern und Bögen des Mittelschiffs sind auf ein Mindestmaß reduziert. Gegen die Mauern der Seitenschiffe zu befinden sich Verstrebungen durch Gurtbogen, die den Schub bzw. Druck der Mittelschiffmauern auf massive in die Außenwände eingelassene Mauerpfeiler weiterleiten. Im Mittelschiff sind Rabitzgewölbe eingezogen, die einen nur geringen Seitenschub erzeugen, und die Gewölbe der beiden Seitenschiffe mit leichten Tuffsteinen aufgemauert. Durch die Anlage eines kleineren schlanken Treppenturms zur Orgelempore und zum Dach auf der Südseite der Kirche ist außerdem ein Gegenpol zum alten, freistehenden Wehrturm geschaffen, der dadurch in seiner Monumentalität noch mehr hervorgehoben wird. Auf ein ausladendes Strebewerk – wie im Mittelalter notwendig – konnte durch neue Bautechniken verzichtet werden.
Im Vergleich zu anderen neugotischen Kirchenfassaden fehlen hier die typischen, aus Stein gemeißelten, schlanken, spitz auslaufenden flankierenden Türmchen (Fialen) und damit auch eine Fülle stilisierter pflanzlicher Elemente, sogenannte Krabben und Kreuzblumen, welche in der Regel die Fialen überziehen und in der Architektur der Überhöhung von Wimpergen dienen. Filigrane, hoch aufragenden Kirchtürme der Neugotik sind hier nur angedeutet. Es fehlt auch die typische Tympanon-Gestaltung der Portale im hochgotischen Stil.
Über dem Hauptportal der Pfarrkirche steht der heilige Matthias mit Buch und Beil (für sein Apostelamt) als Architekturplastik. Um ihn vor den mächtig aufragenden Wänden genügend zur Geltung zu bringen, wurde er mit einem Baldachin überhöht (Baldachinbekrönung über der freistehenden Heiligenfigur). Diese dreidimensionale Variante des Spitzbogens hebt die Statue wie ein architektonischer Rahmen hervor.

## Ausstattung

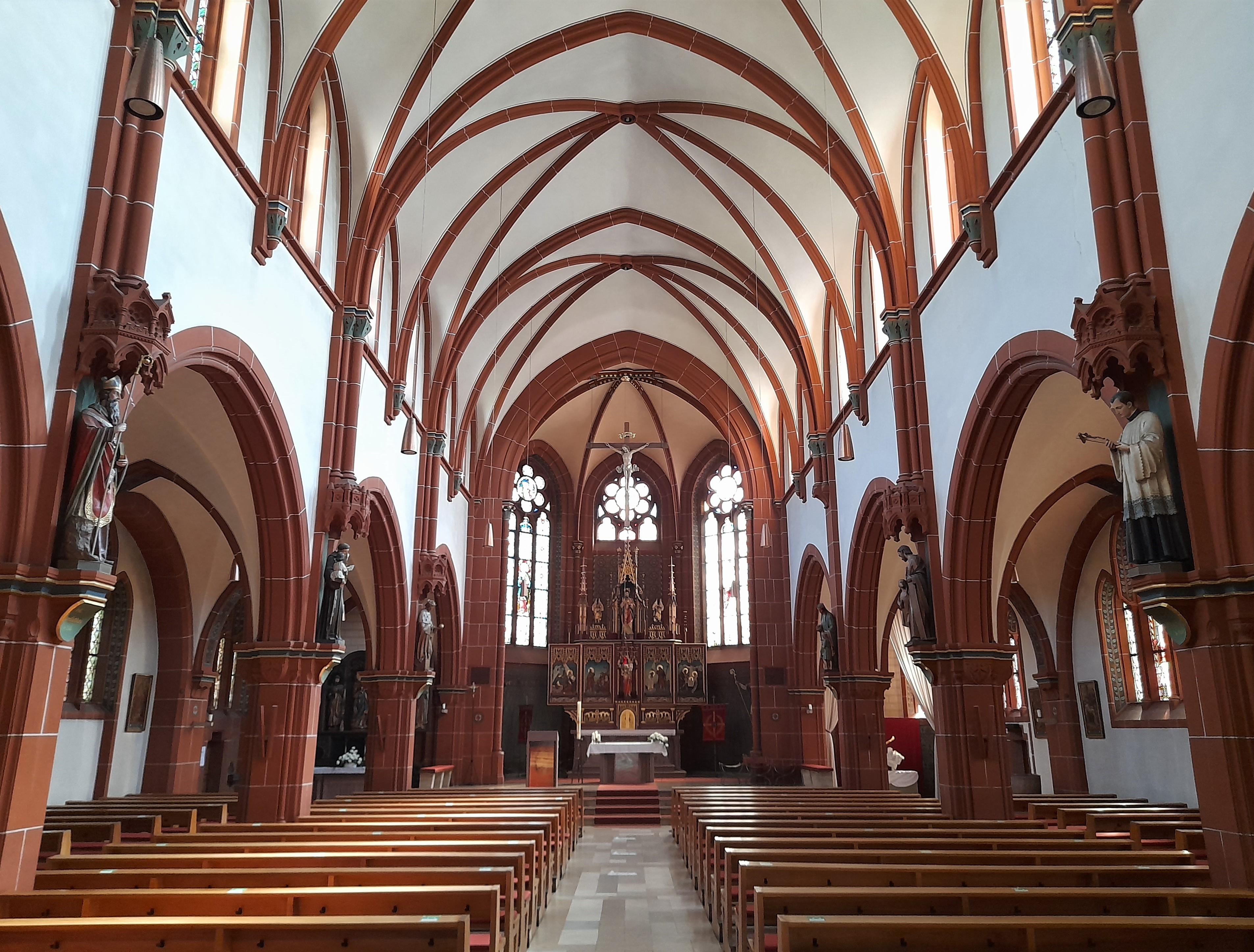
Die Innenausstattung der Kath. Pfarrkirche St. Matthias mit dem vergoldeten, neugotischen Hochaltar als Hauptmerkmal

Die ursprüngliche, neugotische Ausstattung der Kirche wurde mit der Renovierung 1968 größtenteils entfernt. Sie enthielt eine Fülle an Ausstattungsstücken, die im historischen Stil nachgearbeitet waren. So war insgesamt eine düsterdunkle Ausstrahlung des Kircheninnenraumes zu beobachten. Aufgrund der kurzen Bauzeit wirkte der Innenraum andererseits auch sehr einheitlich und war geprägt durch klare Gliederung und ähnlich bleibende Details. Seit der Renovierung 1985 konnte man teilweise die neugotische Innenausstattung originalgetreu rekonstruieren, unter anderem auch einen Teil der für neugotische Kircheninnenräume typischen Bemalung.
Hauptmerkmal der Pfarrkirche innen ist seit 2002 wieder der vergoldete neugotische Hochaltar mit seinen hohen filigranen Sprenggiebeln (Gesprenge), welche die beiden gleich großen Figuren der Erzengel Michael und Raphael tragen. Er wird im Chor von Figuren des hl. Rochus (nördlich) und des hl. Dionysius flankiert. An den acht großen Säulenkapitellen des Mittelschiffs, welche die geistige Geburt und den neuen Bund symbolisieren, befinden sich auf Konsolen (von hinten Nordseite die Reihe herum nach hinten Südseite) Baldachinfiguren der Heiligen Bonifatius, Antonius, Heinrich, Elisabeth (ohne Baldachinbekrönung, denn dort war vor der Renovierung 1968 die Kanzel angebracht), Josef und Aloysius.
An den Außenwänden der Seitenschiffe hängen in Nähe der Apostelleuchter und Weihekreuze Bildtafeln der 14 Kreuzwegstationen Jesu. Die bunten Bleiglasfenster der Seitenschiffe sind nach gotischem Vorbild mit Maßwerk gestaltet, zeigen jedoch (von hinten links die Reihe herum nach hinten rechts) lieblich gemalte Figuren der Heiligen Agnes, Sebastian (gestiftet vom Gesangverein „Sängerkranz Polyhymnia Nieder-Roden e. V.“), Theresia, Valentinus, Aloysius, Rochus, Gertrud und Wendelin. Die Farben erscheinen nicht in der gewohnten Tiefe, viele Weißflächen sind mit Schwarzlot bemalt.

### Neugotischer Hochaltar (rekonstruiert)

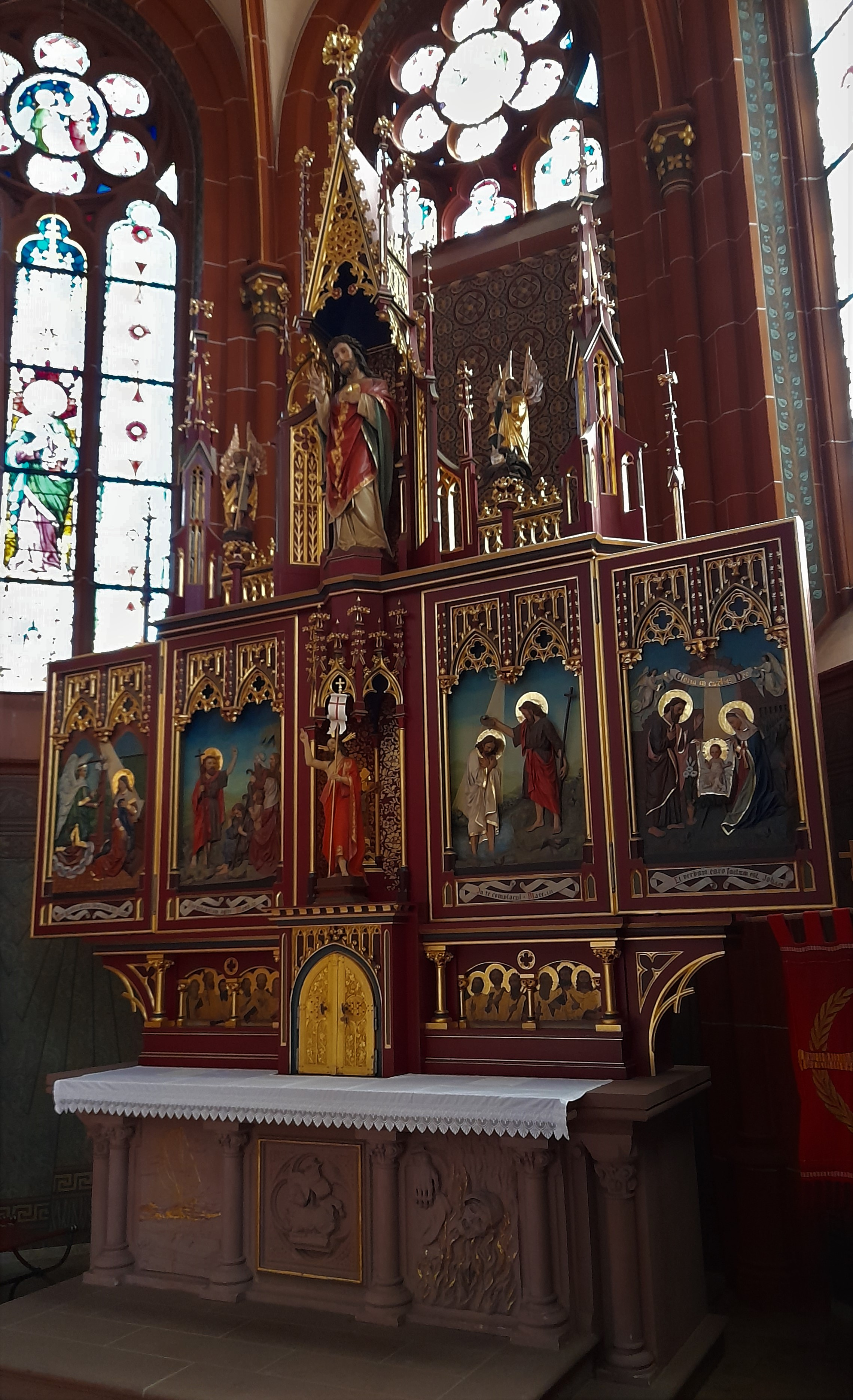
Der 2002 rekonstruierte Hochaltar

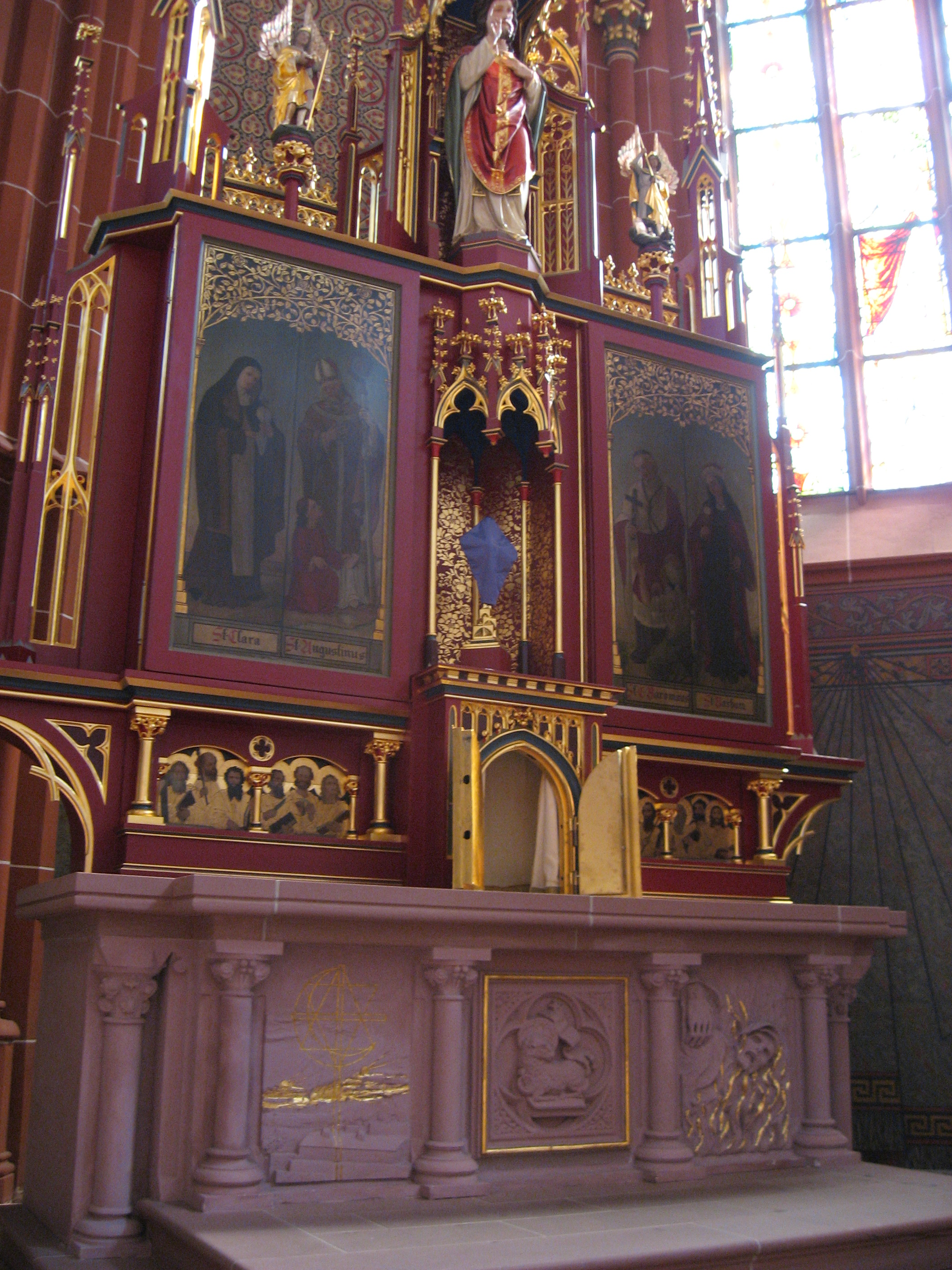
Der geschlossene Hochaltar

Beim Betreten der Pfarrkirche fällt sofort der Hochaltar in der Apsis der Kirche auf. „Was hier, auch nach Rückmeldung vieler Betrachter, gefangen nimmt, ist die Wärme, die dieser Altar ausstrahlt. Das Dunkelrot (die Farbe des Blutes und der Feuersglut), durchsetzt mit Gold (der Farbe des Göttlichen), bewirkt die Stimmung einer strahlenden Geborgenheit“, so Peter Eckstein (1998–2022 Pfarrer von St. Matthias). Der Hochaltar sei im Letzten und Tiefsten ein Passionsaltar, der von der Passio Domini erzähle, was man sowohl mit Leiden des Herrn als auch mit Leidenschaftlichkeit des Herrn übersetzen könne.
Als Basis für die Rekonstruktion des Altars standen wesentliche Bestandteile des Originals, unter anderem die 4 großen Altarbilder und die Apostelabbildungen, zur Verfügung, die von achtsamen Gemeindemitglieder bei der Renovierung 1968 vor dem geplanten Flammentod gerettet und aufbewahrt wurden. Auch der alte Tabernakel war noch vorhanden.

#### Altarbilder
Die vier Altarbilder zeigen vom Betrachter aus gesehen links außen: Die Verkündigung des Engels an Maria. Auf dem Schriftband darunter, in Latein, der Gruß des Engels an Maria: Ave gratia plena, Dominus tecum („Sei gegrüßt, voll Begnadete, der Herr ist mit dir.“) Rechts außen: Die Geburt Christi; dazu auch das Spruchband: Et verbum caro factum est („Und das Wort ist Fleisch geworden“). Die beiden Tafeln in der Mitte zeigen Johannes den Täufer. Das linke innere Bild hat dabei dessen Predigt zum Thema, die das Spruchband mit Paenitentiam agite („Kehrt um“) zusammenfasst. Das rechte innere Bild zeigt die Taufe Jesu. In te complacui („An dir habe ich Gefallen gefunden“).

#### Weiterer Aufbau
Im Zentrum des Hochaltars befindet sich das Standkreuz im Expositionsaltar. Von dort aus führt der Blick nach oben zum auferstandenen, erhöhten Herrn. Er deutet auf sein verwundetes, goldenes Heiligstes Herz. Sein Blick wendet sich dem Betrachter zu. Er trägt das Priestergewand, das an die Theologie des Hebräerbriefes: „Christus ist im Himmel Mittler zwischen Gott und den Menschen“ erinnert. Die Zwölf Apostel zeigen sich im Stipes. Im Zenit des Hochaltars steht mit seinen goldenen Türen der Tabernakel, welcher zwischenzeitlich in der Sakristei und in der Begegnungsstätte Seestraße Verwendung fand.

#### Geschlossener Hochaltar zur Passionszeit
Der geschlossene Hochaltar zur Passionszeit zeigt folgende Heilige: Vom Betrachter aus gesehen sind das von links nach rechts Clara, Augustinus, C. Baromaus und Barbara.

### Gotisches Marienretabel

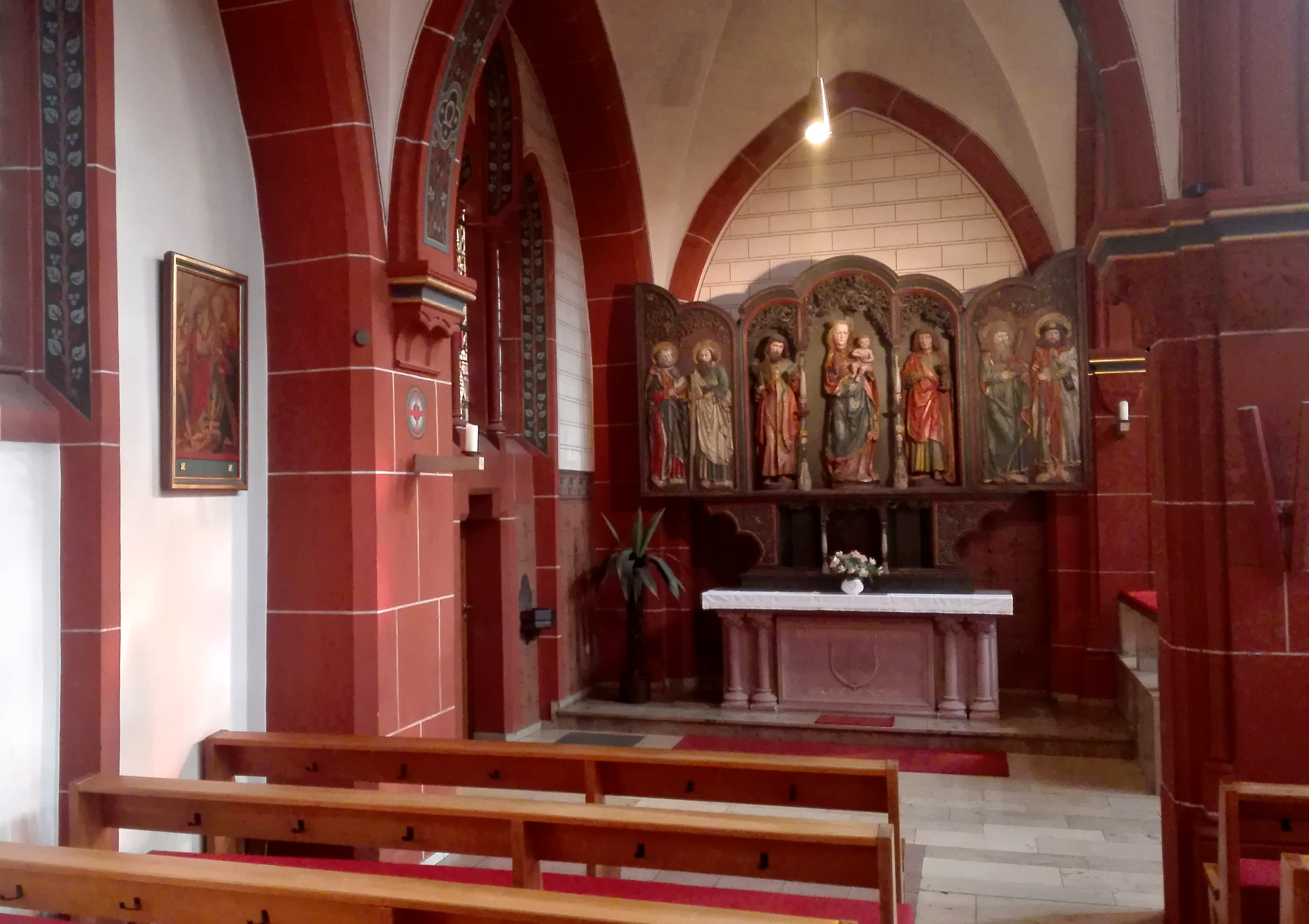
Nördliches Seitenschiff mit dem Nieder-Rodener Marienretabel vom Meister des Babenhausener Altars aus dem 16. Jahrhundert

Im nördlichen Seitenschiff der Pfarrkirche befindet sich das Nieder-Rodener Marienretabel (Marienaltar) vom Meister des Babenhausener Altars: Matthias Grünewald, Hans Backoffen oder Tilman Riemenschneider haben ihn um 1520 bis 1530 für die Ev. Stadtkirche St. Nikolaus (Babenhausen) in Form eines Flügelaltars mit geschnitztem Schrein, zwei geschnitzten inneren Flügelseiten, zwei gemalten Außenseiten und einer Predella gleichermaßen als Skulptur und Relief geschaffen (Maße: 195 × 175 × 26 cm). Die Bemalung kam erst 1656 dazu. Ob das Altarretabel ursprünglich für die Nieder-Rodener Kirche gefertigt wurde, ist unklar. Auch der Aufstellungsort des Retabels im alten Kirchenbau ist umstritten. Zum einen herrscht die Meinung vor, das Retabel habe bis zum Abriss der Kirche 1894 auf dem Hochaltar gestanden, zum anderen wird die These vorgebracht, dass das Retabel spätestens ab 1653 auf dem Seitenaltar der alten Pfarrkirche, der der heiligen Maria geweiht war, gestanden habe. Sicher ist allein, dass 1896, mit Fertigstellung des Kirchenneubaus, das Retabel in die neu erbaute Pfarrkirche St. Matthias übertragen und aufgestellt wurde.
In der Mitte des Retabels steht die Rodgau-Madonna mit dem Jesuskind, das einen Apfel hält. Rechts neben Maria befindet sich der Kirchenpatron Matthias mit Buch und Beil, links neben Maria der Apostel Johannes mit dem Schlangenkelch. Auf den beiden Seitenflügeln sind Petrus, Paulus, Andreas und Jakobus dargestellt. An den Außenseiten der Altarflügel erkennt man die zweifigurige Kreuztragung „Simon von Cyrene hilft Jesus das Kreuz tragen“. Mitte des 20. Jahrhunderts war auf dem Schreinkasten eine Skulptur des Diözesanpatrons Martin von Tours zu Pferde aufgestellt. Heute gehört die Skulptur, die ins erste Viertel des 16. Jahrhunderts zu datieren ist, nicht mehr dem Retabel an und stand zunächst an der Stirnwand des linken Seitenschiffes und danach im Flur des Pfarrhauses. In der Forschungsliteratur wird oft die These geäußert, dass sie nicht zum ursprünglichen Retabelbestand gehörte. Tatsächlich wurde bis heute auf keinem Altarretabel mit Kleeblattbogenabschluss hingewiesen, auf dem sich als Bekrönung eine Skulptur befindet. Dies wäre eine sehr ungewöhnliche Lösung gewesen. Des Weiteren bestehen keine stilistischen Ähnlichkeiten zwischen der Martinsskulptur und den Figuren des Altarretabels. Bezüglich des Sakramentschreines in der Predella herrscht des Öfteren die Annahme vor, dass er ein „neuer“ Einbau sei. Die Deckplatte mit der Inschrift „IHS“ ging verloren.

#### Standorte in der Kirche
Das aus Holz geschnitzte und gefasste Marienretabel wurde 1656 und 1701/1715 restauriert, bevor es 1896 aus Babenhausen als Seitenaltar in das nördliche Seitenschiff der neu errichteten Pfarrkirche St. Matthias kam. 1941 bedurfte es einer weiteren Restaurierung. Aufgrund des Zweiten Weltkrieges wurde das Retabel zwischen dem 17. August 1942 und dem Kriegsende in der sogenannten Lourdes-Grotte im nördlichen Seitenschiff eingemauert. Danach wurde es wiederholt auf dem Seitenaltar aufgestellt. Von 1968 bis 1983 wurde das Retabel auf dem Hochaltar platziert. Das Ziel der Verantwortlichen war es, das Retabel den Gläubigen dadurch näher zu bringen. Seit 1999 steht das Marienretabel wieder auf dem Seitenaltar im nördlichen Seitenschiff.

#### Altarfunktion
Ein Inventar aus dem Jahr 1653 bezeugt, dass es seinerzeit in dem beengten Nieder-Rodener Kirchenhaus vier Altäre gab: einen nicht näher bezeichneten Hochaltar, einen Marien-, einen Kreuz- und einen nicht geweihten Matthiasaltar. Der Marienaltar wurde 1708 vom Mainzer Weihbischof geweiht. Diese Weihe steht im Widerspruch zu dem Inventar von 1653, demzufolge der Marienaltar bereits geweiht gewesen war. Die Unsicherheit bezüglich dieser Weihe könnte darauf hindeuten, dass auf dem Altar ein neues Retabel seinen Platz gefunden hatte – eventuell der Nieder-Rodener Marienaltar. Auch Droste nimmt eine Aufstellung auf dem Marienaltar an. Im selben Jahr, 1708, wurde aber auch der Hochaltar der Kirche dem heiligen Matthias geweiht. Eventuell fand hier auch eine Umsetzung des Retabels vom Hoch- auf den Seitenaltar statt. Letztlich kann aber keine gesicherte Aussage getroffen werden, ob und wann das Marienretabel im alten Kirchenbau auf dem Hoch- oder Marienaltar stand.
Der Seitenaltar, auf welchem das Marienretabel 1896 Aufstellung fand, zeigt die Inschrift „MATER NIEDERRODANIS ORA PRO NOBIS“ und verweist auf ein Marienpatrozinium.

## Orgel

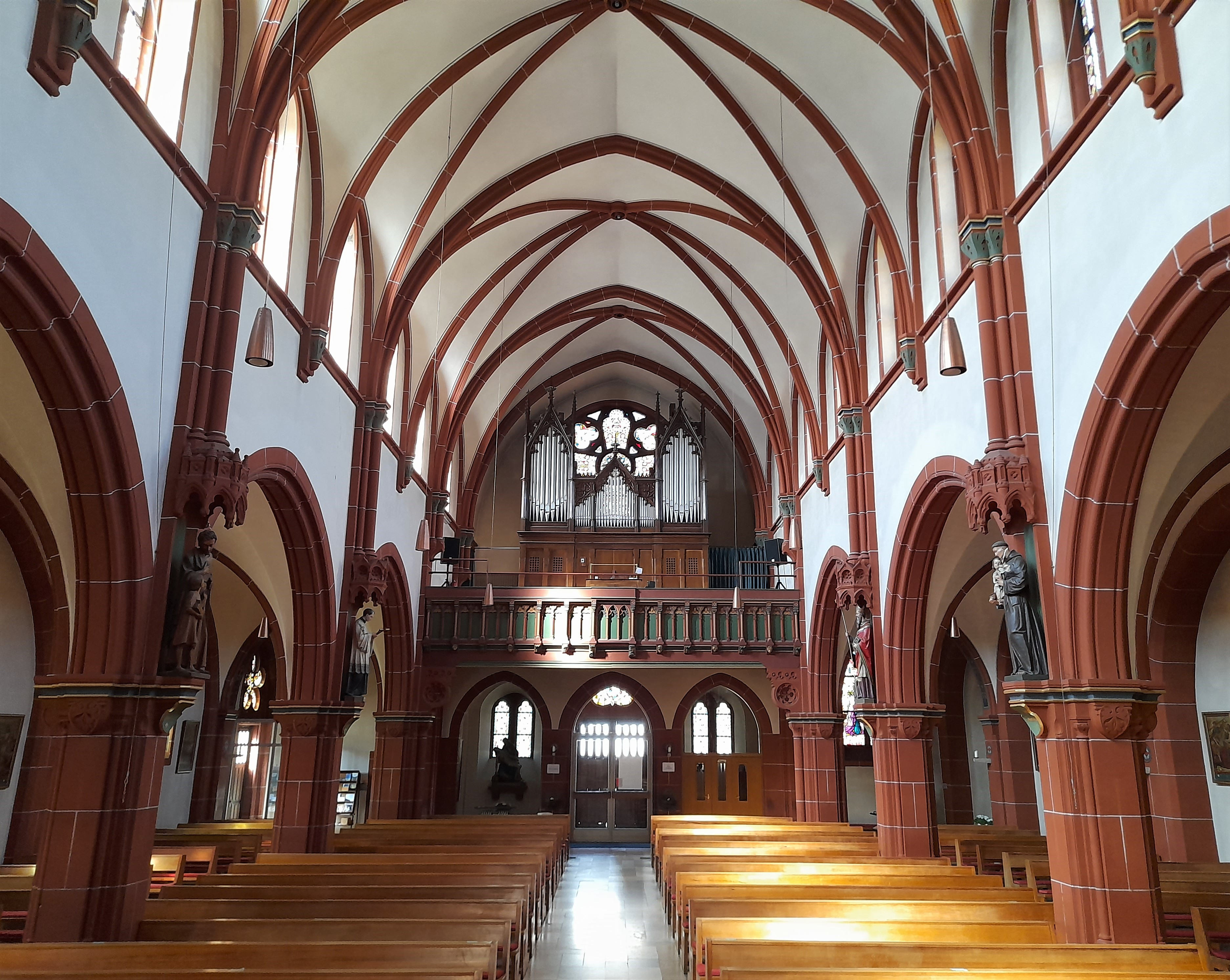
Blick durchs neugotische Mittelschiff hinauf zur romantischen Schlimbach-Orgel (seit 2014 wieder im Originalzustand von 1901)

Am 23. April 1899 kam es zwischen der Kath. Pfarrgemeinde St. Matthias in Nieder-Roden und der Würzburger Orgelbaufirma Balthasar Schlimbach, seinerzeit geführt von Martin Joseph Schlimbach, zum Vertrag über den Bau einer Orgel. Für den Preis von 7.430 Reichsmark bestellte man eine damals zeitgemäße Orgel, die in der Osternacht 1900 eingeweiht werden sollte. Die Anlieferung der neuen Orgel verzögerte sich jedoch auf Februar 1901. In älterer Sekundärliteratur wird der Orgelbau irrtümlich auf 1896 datiert.
Der Orgelbauer hatte die komplexe Aufgabe, das Instrument akustisch, optisch und funktional möglichst optimal aufzustellen, was jedoch durch bauliche Gegebenheiten nur begrenzt möglich war. Als nach einer Brandlegung im Hauptportal der Kirche vom November 1984 die Orgel gereinigt werden musste, nahm man die Gelegenheit wahr, den Mittelteil des Orgelprospekts rechts und links auf beide Seiten der Orgel zu versetzen, um so vom Mittelschiff aus eine bessere Sicht auf die Glasrosette in der Kirchenrückwand zu ermöglichen. Bei der letzten Restaurierung 2014 wurde das Orgelgehäuse wieder in den Originalzustand zurück versetzt.
Mit der Gestaltung ihres neugotischen Orgelgehäuses und dessen Front (Orgelprospekt) bestimmt die Schlimbach-Orgel der Pfarrkirche die Atmosphäre des Kirchenraumes mit. Der Orgelprospekt dient zusammen mit der weiteren skulpturalen und malerischen Ausstattung und Ausgestaltung der Kirche einem architektonischen Gesamtkonzept.
Das Orgelgehäuse ist aus massivem Eichenholz und die Holzpfeifen sind aus Fichtenholz. Die Metallpfeifen sind aus Zinn, nur die besonders hochwertigen Prospektpfeifen (das heißt die von außen sichtbaren Pfeifen in der Vorderansicht) wurden nach ihrem Ausbau im Ersten Weltkrieg durch Zinkpfeifen ersetzt.
Die Orgel ist vollmechanisch und mit Registerkanzelladen (Kegelladen) ausgestattet. Der Orgelwind kann – wie bis gegen Ende des 19. Jahrhunderts üblich – durch einen großen Blasebalg erzeugt werden, der mit den Füßen getreten wird. Das Instrument wird von einem Spieltisch auf der Orgelempore aus gespielt, der so aufgestellt ist, dass der Organist beim Spielen mit dem Rücken zur Orgel sitzt und frontal ins Kirchenschiff blickt. Das Pfeifenwerk besteht aus 1.056 Orgelpfeifen, verteilt auf 19 Register. Die Disposition der Orgel lautet wie folgt:
| I Hauptwerk C–f3 |                 |        |
| 1.               | Bourdon         | 16′    |
| 2.               | Principal       | 08′    |
| 3.               | Gemshorn        | 08′    |
| 4.               | Gedeckt         | 08′    |
| 5.               | Hohlflöte       | 08′    |
| 6.               | Gamba           | 08′    |
| 7.               | Octave          | 04′    |
| 8.               | Rohrflöte       | 04′    |
| 9.               | Mixtur III–IV 0 | 02 ⁄3′ |
| 10.              | Oktav           | 02′    |

| II Unterwerk C–f3 |                 |     |
| 11.               | Flötenprincipal | 08′ |
| 12.               | Liebl. Gedeckt0 | 08′ |
| 13.               | Salicional      | 08′ |
| 14.               | Dolce           | 08′ |
| 15.               | Flöte dolce     | 04′ |

| Pedalwerk C–d1 |             |     |
| 16.            | Subbaß      | 16′ |
| 17.            | Violon      | 16′ |
| 18.            | Flötenbaß 0 | 16′ |
| 19.            | Cello       | 08′ |

- Koppeln: II/I, I/P, II/P
- Spielhilfen: Feste Registerkombinationen in Form kleiner Tritte über dem Pedal: pianissimo (vom Manual II ausgehend), forte und tutti (vom Manual I ausgehend).

Die Restaurierung durch die Orgelbaufirma Walcker im Jahr 2000 sollte das originale Klangbild für die kommenden Jahrzehnte bewahren. Doch warme (trockene) Heizluft setzt der Orgel zu. Das auf kalte, feuchte Winterluft eingestellte Instrument wurde in den vergangenen Jahren durch Heizluft und Temperaturen von mehr als 16 Grad innerlich stark verschmutzt, die ledernen Teile wurden porös. Im Jahr 2014 musste die Orgel deshalb erneut restauriert werden. Dies geschah, ebenso die Rückführung des Gehäuses in den Originalzustand, durch den Orgelbau Rainer Müller. Diese Wartung kostete 24.500 Euro. Sämtliche Pfeifen wurden ausgebaut, von Staub und Rußpartikeln befreit und neu gestimmt.

## Glocken

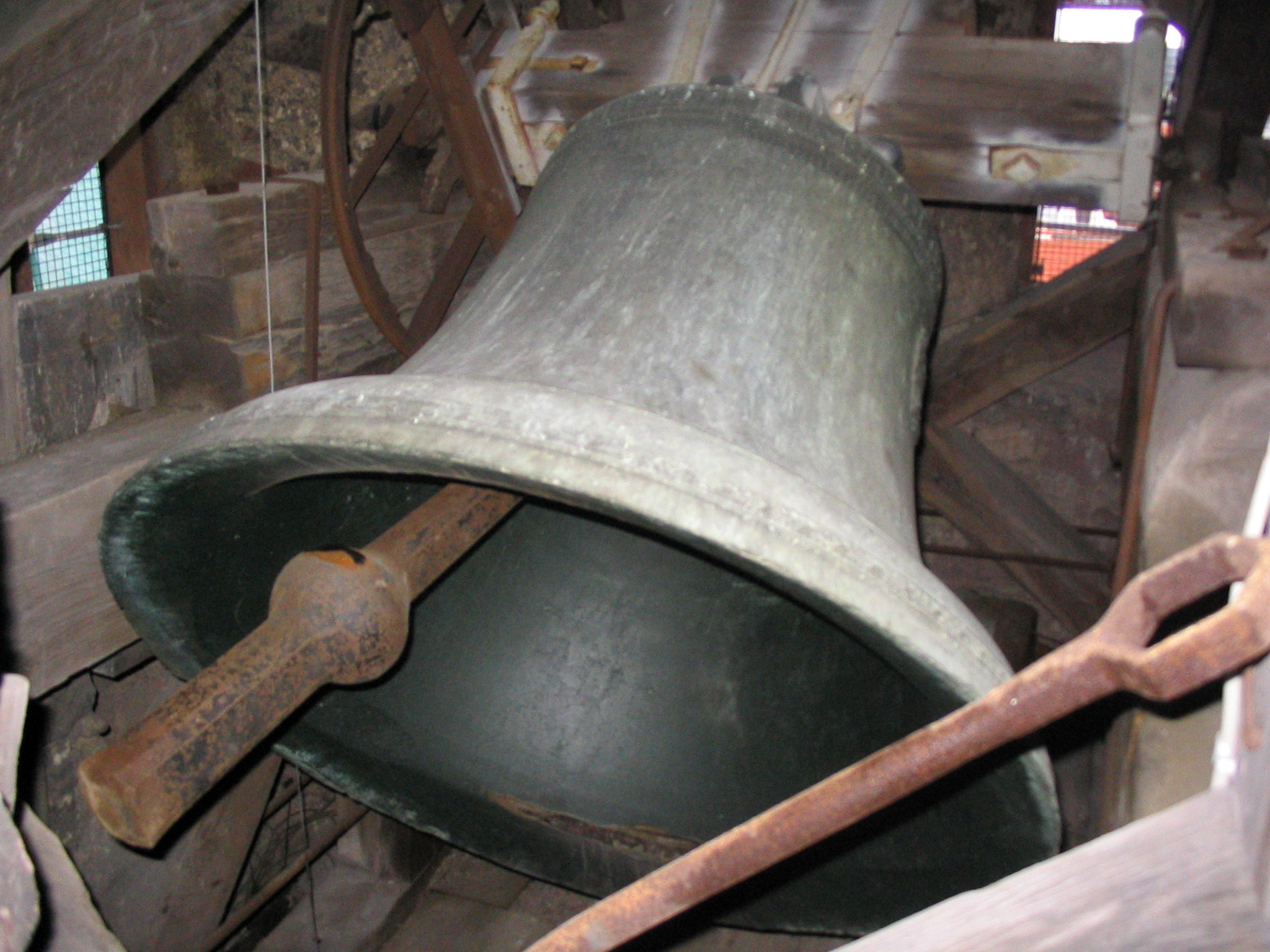
Marienglocke von 1518 mit hölzernem Glockenjoch

Unter Pfarrer Philipp Kern (1950–1956 Pfarrer in Nieder-Roden) wurden drei neue Glocken angeschafft, die Silvester 1950 zum ersten Mal das neue Jahr einläuteten. Die Vorgänger-Glocken mussten jeweils in den Weltkriegen zum Einschmelzen für die Rüstungsproduktion abgeliefert werden. Nur die alte Marienglocke („Zentglocke“) aus dem Jahre 1518, mit einem Gewicht von 14 Zentnern, blieb der Kirche wegen ihrer Besonderheit über beide Kriege erhalten. Sie trägt die Inschrift:

„Meister Steffan zu Frankfurt gos mich,
Maria Glock heis ich,
in Gottes Ehr laut ich.“

Die schwerste Glocke mit einem Gewicht von 24 Zentner ist dem Kirchenpatron St. Matthias geweiht und trägt die Inschrift:

„St. Matthias heiß ich,
 Gottes Ehr preis ich,
 um den Frieden bitt ich.“

Von den beiden kleinen Glocken ist die 12 Zentner schwere Glocke dem Schutzpatron der Werktätigen, dem Hl. Joseph und die 7 Zentner schwere Glocke den Hl. Engeln geweiht.
| Name            | Gewicht/kg | Gewicht/Ztr. | Ton | Gussjahr |
| --------------- | ---------- | ------------ | --- | -------- |
| Matthias-Glocke | 1200       | 24           | es  | 1950     |
| Marien-Glocke   | 0700       | 14           | f   | 1518     |
| Josefs-Glocke   | 0600       | 12           | g   | 1950     |
| Engels-Glocke   | 0350       | 7            | b   | 1950     |

## Nutzung
Spätestens seit 1346 ist Nieder-Roden selbständige Pfarrei. Im 16. bis Mitte des 17. Jahrhunderts wurde der Ort teilweise von der Pfarrgemeinde Ober-Roden mit betreut. Im 16. Jahrhundert bis zum Jahre 1578 war Nieder-Roden wechselweise katholisch oder evangelisch. Seit 1578 blieb es dann katholisch. 1666 wurde die Kirchengemeinde Nieder-Roden wieder selbständige Pfarrei.